# Dilatare termică

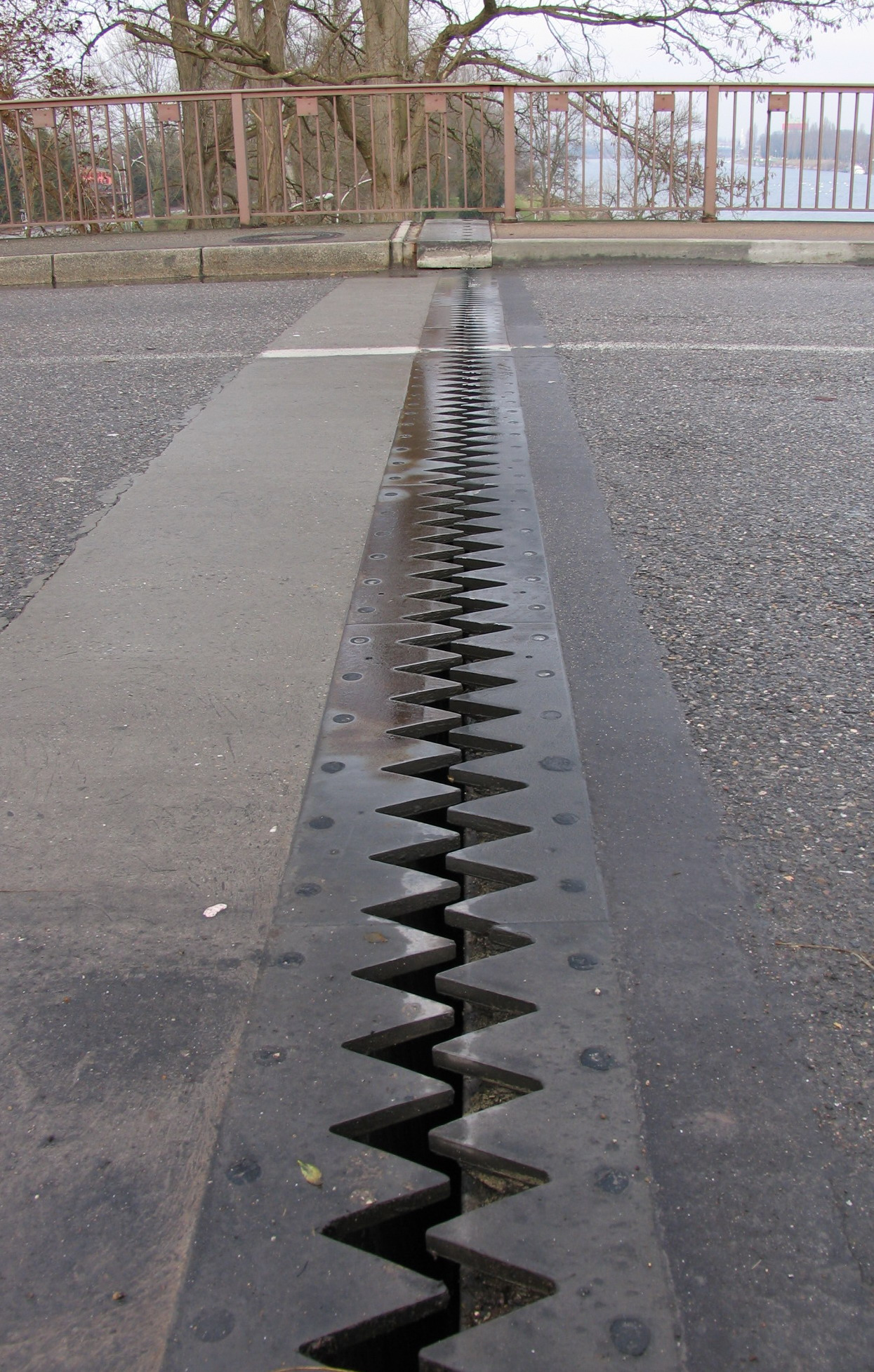
Îmbinare de expansiune pe un pod rutier utilizată pentru a evita deteriorarea prin dilatare termică.

Dilatarea termică este fenomenul fizic prin care dimensiunile (volumul, suprafața, lungimea) unui corp cresc în urma variației temperaturii. Fenomenul opus se numește contracție termică. Pentru majoritatea substanțelor creșterea temperaturii duce la creșterea dimensiunilor, dar există și excepții.
În funcție de starea de agregare a corpului, dilatarea se manifestă diferit. Astfel, un corp solid își mărește toate dimensiunile liniare în același raport, un lichid își mărește volumul (forma sa depinde de vasul care îl conține), iar un gaz își mărește fie presiunea, fie volumul, fie amândouă, în funcție de incinta în care se află. Modificarea valorii volumului produce modificarea valorii densității și în cazul amestecurilor a valorilor concentrațiilor raportate la volum ale componenților: concentrația molară și masică.

## Coeficient de dilatare

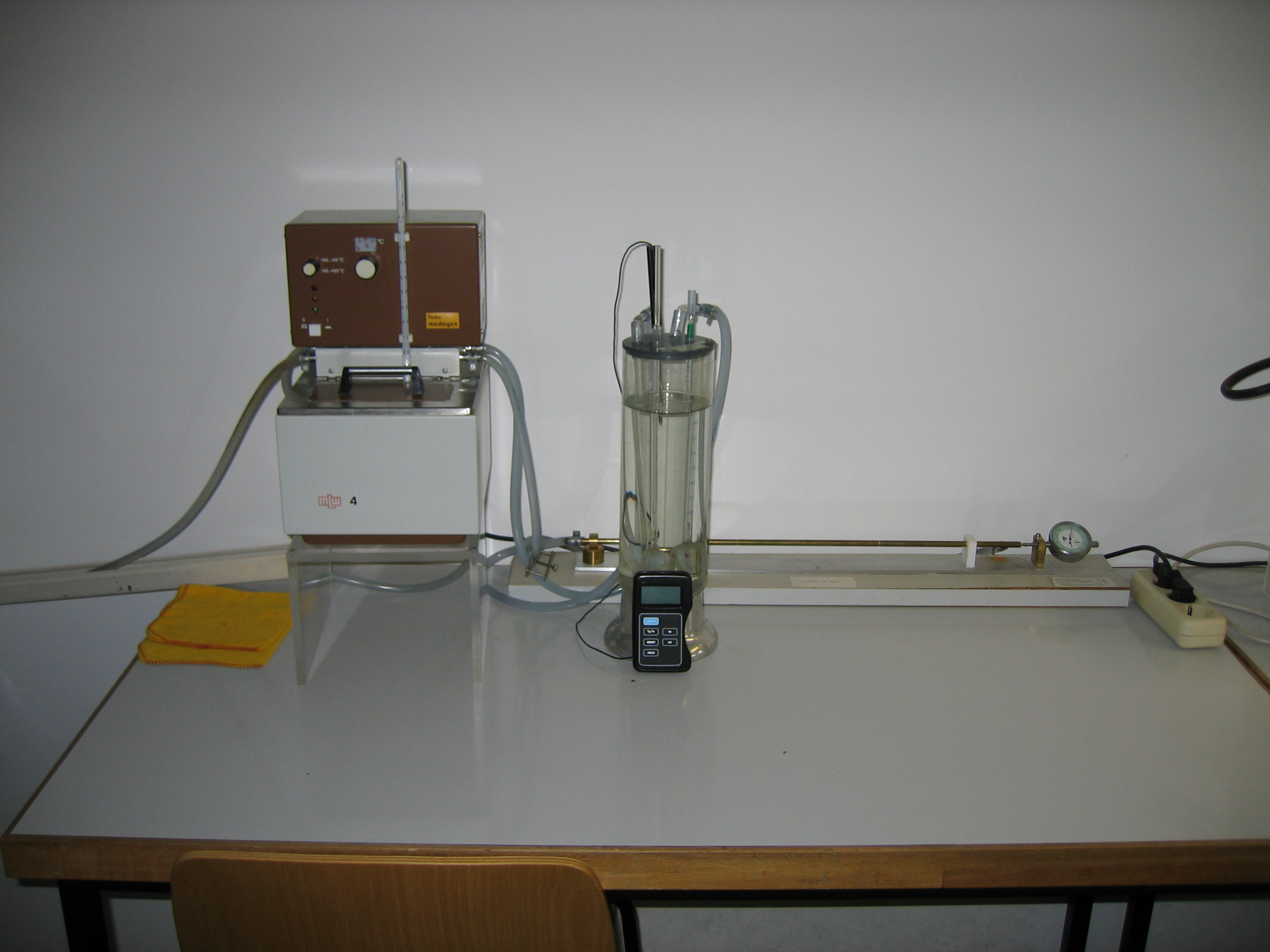
Dilatometrul simplu, un instrument de măsurare pentru dilatarea termică a lichidelor și solidelor

Pentru solide creșterea relativă a unei dimensiuni (raportul dintre variația dimensiunii și dimensiunea inițială) este proporțională cu creșterea temperaturii. Coeficientul de proporționalitate se numește coeficient de dilatare termică, o mărime de obicei pozitivă, a cărei unitate de măsură este inversul unității de măsură a temperaturii. Pentru polimeri (de exemplu materiale plastice) acest coeficient este de circa 10 ori mai mare decât pentru metale, care la rândul lor au un coeficient mai mare decât al ceramicilor.
{\displaystyle \alpha _{V}={\frac {1}{V}}\,\left({\frac {\partial V}{\partial T}}\right)_{p}}
Se măsoară cu dilatometrul.

## Amestecuri
Dilatarea amestecurilor depinde de neidealitatea acestora prin intermediul mărimilor de exces.
{\displaystyle V=\sum (V_{i}+V_{i}^{E})\iff n{\hat {V}}=\sum (n_{i}V_{i}^{0}+n_{i}{\bar {V_{i}}}^{E})}
unde Vi sunt volumele componenților puri iar ViE sunt volumele exces ale componenților.
Prin derivare în funcție de temperatură rezultă
{\displaystyle {\frac {\partial V}{\partial T}}=\sum _{i}{\frac {\partial V_{i}}{\partial T}}+\sum _{i}{\frac {\partial V_{i}^{E}}{\partial T}}}
sau considerând volumul exces funcție de coeficientul de activitate al unui component în amestec și substituind
{\displaystyle {\bar {V^{E}}}_{i}=RT{\frac {\partial (ln(\gamma _{i}))}{\partial P}}}
{\displaystyle {\frac {\partial {\bar {V^{E}}}_{i}}{\partial T}}=R{\frac {\partial (ln(\gamma _{i}))}{\partial P}}+RT{\partial ^{2} \over \partial T\partial P}ln(\gamma _{i})}
{\displaystyle {\frac {\partial V}{\partial T}}=\sum _{i}{\frac {\partial V_{i}}{\partial T}}+\sum x_{i}(R{\frac {\partial (ln(\gamma _{i}))}{\partial P}}+RT{\partial ^{2} \over \partial T\partial P}ln(\gamma _{i}))}
Prin introducerea coeficientului de dilatare
{\displaystyle \alpha V=\sum _{i}\alpha _{i}V_{i}+\sum _{i}\alpha _{i}^{E}V_{i}^{E}}
{\displaystyle \alpha V=\sum _{i}\alpha _{i}V_{i}+\sum x_{i}(R{\frac {\partial (ln(\gamma _{i}))}{\partial P}}+RT{\partial ^{2} \over \partial T\partial P}ln(\gamma _{i}))}